# Sudan (пароход)
«PS Sudan» (Судан) — колёсный пароход, является самым старым и известным из всех пассажирских судов, курсирующих по реке Нил.

## История
Построен в 1921 году в шотландском Пейсли на верфи «Bow, McLachlan and Company» по заказу туристической компании Томаса Кука.
В 1922—1935 годах в первый период расцвета египетского туризма — в основном благодаря богатому высшему классу Великобритании — пароход осуществлял круизы по Нилу, совершая, например, круиз Каир—Асуан за 20 дней.
Вторая мировая война в 1939 году положила конец туризму в Египте, пароход был заброшен более чем на полвека, несколько раз сменил владельцев. В 1960-х годах, когда строительством Асуанского гидроузла Нил был разделён, пароход остался в северной части реки. В начале 90-х годов египетский владелец пытался возобновить работу парохода, но он был вновь заброшен.
В 2000 году куплен французской компанией, прошёл ремонт и модернизацию с заменой двигателя — после чего трубы являются лишь украшением.
С 2001 года снова совершает круизы по Нилу, при этом являясь одним из самых дорогих круизных судов, хотя то, что пароход является памятником культуры привело к снижению комфорта: на судне только частичное кондиционирование воздуха, ограниченное оснащение ванных комнат, из-за особенностей конструкции и отсутствия ковровых полов, помещения судна обладают высоким уровнем шума.

## Пароход и роман Агаты Кристи «Смерть на Ниле»
Известно, что роман «Смерть на Ниле» Агата Кристи закончила в 1937 году, на основе воспоминаний о путешествии вместе с мужем-археологом Максом Маллованом и дочерью Розалиндой по Египту. Нет никаких доказательств, что в то время Агата Кристи была на пароходе, однако, он в то время действительно уже перевозил туристов на Ниле — ходил тем же маршрутом, что и вымышленный пароход «Карнак» в романе, совершающий круиз между Каиром и Вади-Хальфой.
Пароход дважды использовался в качестве места съёмок при экранизациях романа — «Смерть на Ниле» в 1978 году и в 2004 году в рамках сериала «Пуаро Агаты Кристи».

## Комментарии
1. ↑  судно часто упоминается на английский манер как «PS Sudan», где префикс «PS» — аббревиатура «Paddle Ship» — колёсный пароход.